# Christian Poirot
Christian Poirot (ur. 14 stycznia 1930 roku, zm. 6 września 1979) – francuski kierowca wyścigowy.

## Kariera
Poirot rozpoczął karierę w międzynarodowych wyścigach samochodowych w 1965 roku od startu w klasie GT 2.0 24-godzinnego wyścigu Le Mans, którego jednak nie ukończył. Rok później uplasował się na drugiej pozycji w klasie S 2.0, a w klasyfikacji generalnej był ósmy. W 1969 odniósł zwycięstwo w klasie S 2.0. W latach 1971-1972, 1974-1975 w klasie P 3.0 plasował się odpowiednio na siódmym, szóstym, siódmym i szóstym miejscu. W sezonie 1976 był 23 w grupie 5.